# Andrew Burt
Andrew Burt (Wakefield, 1945. május 23. – 2018. november 16.) angol színész.

## Filmjei

### Mozifilmek
- The Black Panther (1977)
- Földönkívüliek (Not Like Us) (1995)

### Tv-filmek
- Closing Ranks (1980)
- Két veronai nemes (The Two Gentlemen of Verona) (1983)
- Fecskék és amazonok: A lyskák klubja (Swallows and Amazons Forever!: Coot Club) (1984)
- Fecskék és amazonok 2: A nagy hatos (Swallows and Amazons Forever!: The Big Six) (1984)
- Agatha Christie: Paddington 16:50 (1987)
- Chain (1990)
- Titmuss Regained (1991)
- The Day Today (1994)
- Supply & Demand (1998)
- A hálózat (The Grid) (2004)

### Tv-sorozatok
- Emmerdale Farm (1972–1976, 105 epizódban)
- Warship (1976–1977, 26 epizódban)
- The Voyage of Charles Darwin (1978, hét epizódban)
- The Legend of King Arthur (1979, hét epizódban)
- Meghökkentő mesék (Tales of the Unexpected) (1981, 1988, két epizódban)
- Gulliver in Lilliput (1982, négy epizódban)
- Bognor (1982, három epizódban)
- Ki vagy, doki? (Doctor Who) (1983, három epizódban)
- Angels (1983, három epizódban)
- Szupernagyi (Super Gran) (1985, egy epizódban)
- Campion (1989–1990, hét epizódban)
- Agatha Christie: Poirot (Poirot) (1991, egy epizódban)
- The Bill (1991–1995, három epizódban)
- Baleseti sebészet (Casualty) (1993, egy epizódban)
- Madson (1996, három epizódban)
- Én, Alan Partridge (I'm Alan Partridge) (1997–2002, 12 epizódban)
- Oscar Charlie (2001, hét epizódban)
- Kémvadászok (Spooks) (2005, egy epizódban)
- Doktorok (Doctors) (2006, egy epizódban)